# Hispaniolakarakara
Hispaniolakarakara (Milvago alexandri) är en förhistorisk utdöd fågel i familjen falkar inom ordningen falkfåglar. Fågeln beskrevs 1978 utifrån subfossila lämningar funna på Hispaniola.